# Kanton Houilles
Kanton Houilles (fr. Canton de Houilles) je francouzský kanton v departementu Yvelines v regionu Île-de-France. Skládá se ze dvou obcí.

## Obce kantonu
- Carrières-sur-Seine
- Houilles